# Philodromus lanchowensis
Philodromus lanchowensis este o specie de păianjeni din genul Philodromus, familia Philodromidae, descrisă de Schenkel, 1936. Conform Catalogue of Life specia Philodromus lanchowensis nu are subspecii cunoscute.